# Michail Boguslavskij
Michail Solomonovitj Bugoslavskij (ryska: Михаил Соломонович Богуславский), född 1 maj enligt g.s. (13 maj) 1886 i staden Krjukov i guvernementet Poltava i Kejsardömet Ryssland (nu en del av Krementjuk i Ukraina), död 1 februari 1937 i Moskva i Ryska SFSR i Sovjetunionen (nu Ryssland)  i , var en sovjetisk politiker. Han hörde till ledarna inom vänsteroppositionen.

## Biografi
Michail Bugoslavskij gick år 1917 med i bolsjevikpartiet. Under ryska inbördeskriget kämpade han i Ukraina. Från 1920 till 1927 innehade Bugoslavskij höga regeringsposter i Moskva.
I samband med den stora terrorn greps Bugoslavskij år 1936 och åtalades vid den andra Moskvarättegången; han erkände bland annat sabotage och terrorism. Bugoslavskij dömdes till döden och avrättades genom arkebusering.
Michail Bugoslavskij blev sedermera rehabiliterad 1986.